# Hermann von Fischel

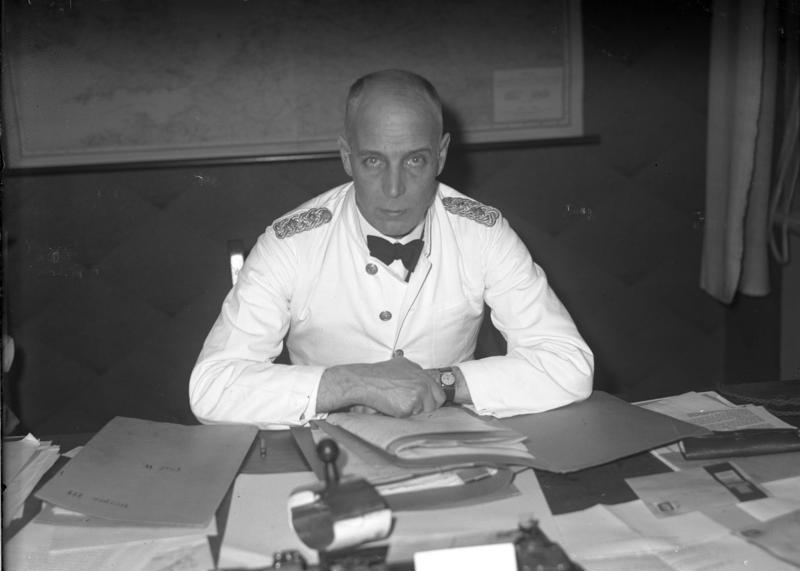
Kapitän zur See Hermann von Fischel (1933)

Hermann Friedrich Ferdinand Fischel, seit 1908 von Fischel (* 13. Januar 1887 in Kiel; † 13. Mai 1950 nahe Moskau) war ein deutscher Admiral im Zweiten Weltkrieg.

## Leben

### Herkunft
Hermann war ein Sohn des 1908 in den erblichen preußischen Adelsstand erhobenen Admirals à la suite Max von Fischel und dessen Ehefrau Dorothea, geborene Borckenhagen (1853–1892).

### Militärkarriere
Fischel trat am 1. April 1905 als Seekadett in die Kaiserliche Marine ein. Nachdem er seine Schiffsausbildung auf der Kreuzerfregatte Stosch absolviert hatte, kam er an die Marineschule. Dort wurde er am 7. April 1906 zum Fähnrich zur See ernannt und nach seinem erfolgreichen Abschluss dem Ostasiengeschwader zugeteilt. An Bord des Kleinen Kreuzers Arcona erfolgte am 28. September 1908 die Beförderung zum Leutnant zur See. Zurück in Deutschland kam Fischel im Oktober 1909 als Kompanieoffizier zur I. Torpedo-Division. Zunächst wurde er als Wachoffizier auf verschiedenen Torpedobooten eingesetzt und erhielt, nachdem er am 27. Januar 1911 Oberleutnant zur See geworden war, im April desselben Jahres mit T 56 sein erstes eigenes Kommando. Vom 1. Oktober 1911 bis 30. September 1913 wurde er als Artillerieoffizier auf den Kleinen Kreuzern Mainz und Königsberg tätig, bevor er anschließend auf das Linienschiff Hannover kam und als Wachoffizier Dienst tat. Während des Ersten Weltkriegs erfolgte von Juli bis Ende November 1915 seine Kommandierung zur U-Boot-Ausbildung. Von Dezember 1915 bis Ende März 1916 kommandierte er U 17, dann für einen Monat kurzfristig das Torpedoboot S 125, um im Anschluss bis August 1918 U 65 zu befehligen. Nachdem er das Kommando über das U-Boot abgegeben hatte, wurde Kapitänleutnant Fischel (seit 24. April 1916) als Zweiter Admiralstabsoffizier im Stab der U-Boot-Flottille Pola verwendet. Für sein Wirken erhielt er beide Klassen des Eisernen Kreuzes und des Friedrich-August-Kreuzes, das Ritterkreuz des Königlichen Hausordens von Hohenzollern mit Schwertern und das U-Boot-Kriegsabzeichen. Die verbündeten Österreicher ehrten ihn mit dem Orden der Eisernen Krone III. Klasse und dem Militärverdienstkreuz III. Klasse mit der Kriegsdekoration und aus dem Osmanischen Reich erhielt er den Eisernen Halbmond.

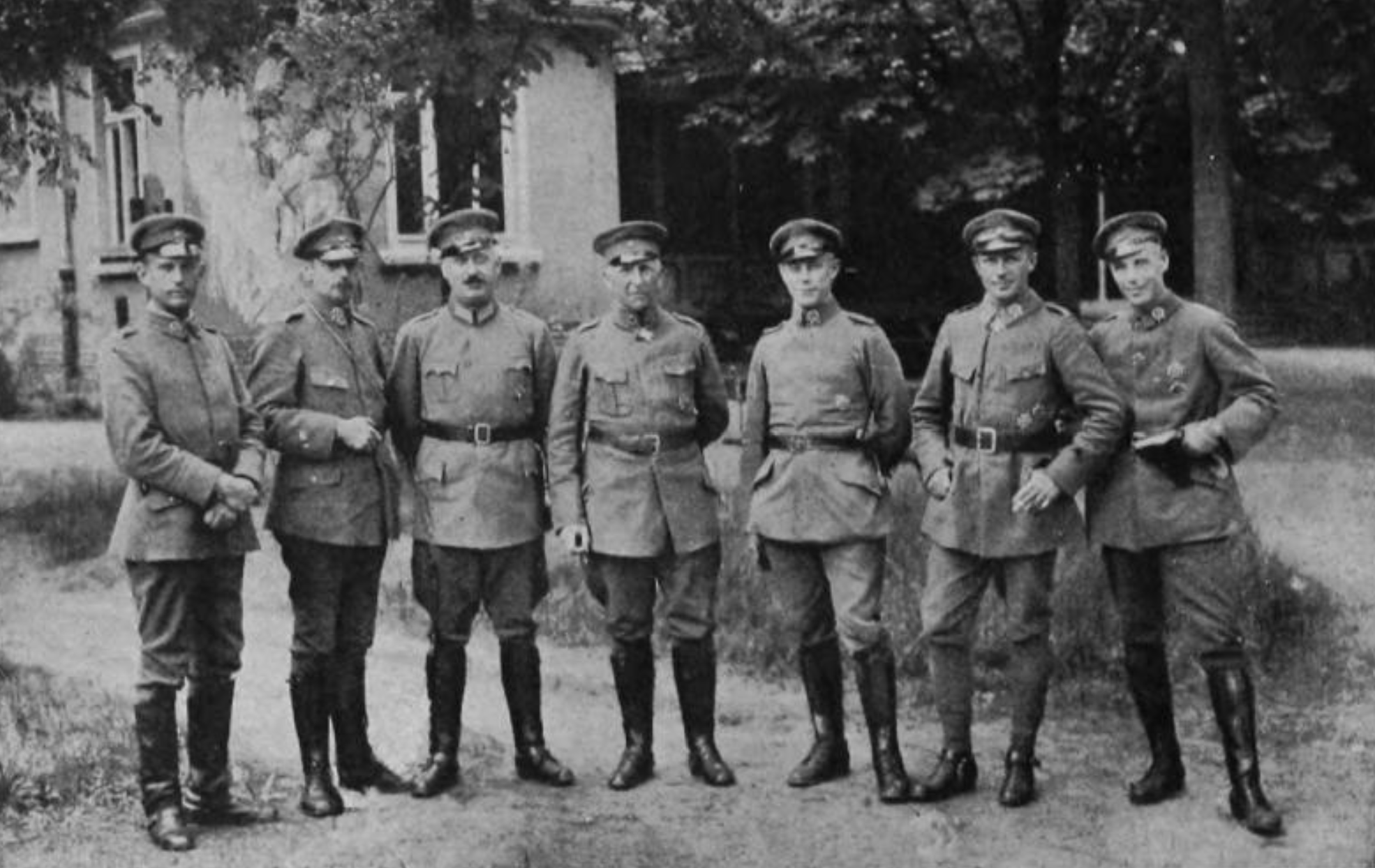
Offiziere der Marine-Brigade von Loewenfeld, darunter von Fischel (ganz links)

Bei Kriegsende wurde Fischel zunächst zur Disposition gestellt und später in die Reichsmarine übernommen. Von Fischel wirkte in der Marine-Brigade von Loewenfeld als Kommandeur des II. Bataillons des Marine-Regiments Nr. 5. Zunächst versah er seinen Dienst als Kompaniechef bei der III. Marineartillerieabteilung in Swinemünde. Vom 4. Januar bis 30. September 1922 war er Dritter Admiralstabsoffizier im Stab des Chefs der Marinestation der Ostsee in Kiel, bevor er bis zum 25. September 1924 als Zweiter Artillerieoffizier an Bord des Linienschiffes Hannover kam. Fischel erhielt das Kommando über die I. Abteilung der Schiffsstammdivision der Ostsee und wurde am 1. Oktober 1924 zum Korvettenkapitän befördert. Vom 29. August 1925 bis 26. September 1927 fungierte Fischel als Erster Artillerieoffizier auf dem Linienschiff Elsass und war im Anschluss bis 22. September 1930 zunächst als Lehrer, dann als Stabsoffizier beim Stabe der Schiffsartillerieschule in Kiel-Wik tätig. In dieser Funktion wurde er am 1. Januar 1930 Fregattenkapitän. Als Leiter der Marineausbildungsabteilung (A IV) wechselte er in das Marinekommandoamt, wo er am 1. Oktober 1931 zum Kapitän zur See befördert wurde.
Am 15. März 1933 übernahm Fischel den Besatzungsstamm des kurze Zeit darauf in Dienst gestellten Panzerschiffes Deutschland, dessen erster Kommandant er wurde. Am 29. September 1935 gab Fischel das Kommando über die Deutschland wieder ab und wurde unter gleichzeitiger Beförderung zum Konteradmiral am 1. Oktober 1935 zunächst zur Verfügung des Oberbefehlshabers der Kriegsmarine gestellt. Vom 25. November 1936 bis 8. Februar 1938 fungierte er als Befehlshaber der Panzerschiffe und zeitgleich mehrfach als Kommandeur der deutschen Seestreitkräfte vor der Iberischen Halbinsel während des Spanischen Bürgerkriegs. Dafür wurde ihm das Spanienkreuz in Gold mit Schwertern verliehen. Nach seiner Rückkehr in das Deutsche Reich erfolgte mit seiner Ernennung zum Chef des Allgemeinen Marineamtes auch die Beförderung zum Vizeadmiral am 1. April 1938. Diesen Posten hatte Fischel über den Beginn des Zweiten Weltkriegs bis zum 31. Dezember 1939 inne. Im Anschluss daran war er bis 8. Januar 1941 Chef des Erprobungskommandos für Kriegsschiffneubauten und zugleich von August bis Oktober 1940 designierter Führer der Transportflotte B im Rahmen des nicht realisierten Unternehmens Seelöwe.

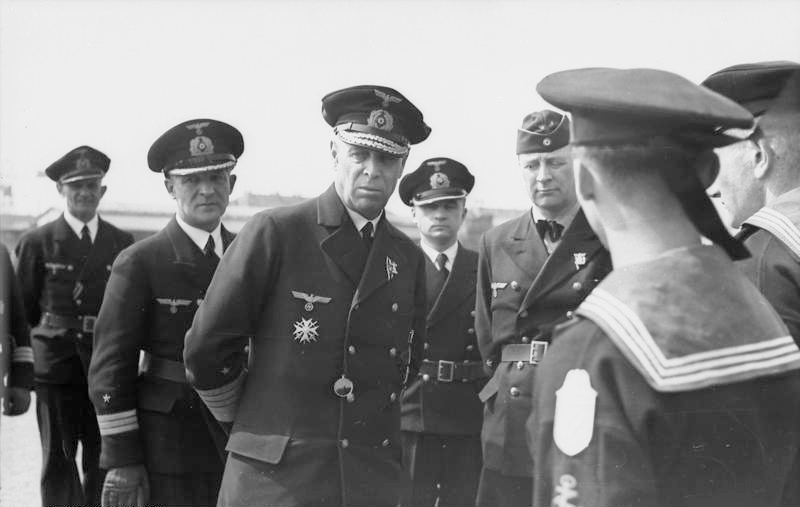
Admiral von Fischel (Mitte, 1941)

Bis 16. Februar 1941 war er Befehlshaber der Sicherung West und darauf bis 31. Januar 1943 Marinebefehlshaber Kanalküste. Am 1. September 1941 wurde er zum Admiral befördert. Nach der Umgliederung seiner Dienststelle am 1. Februar 1943 fungierte Fischel bis 10. Mai 1943 als Kommandierender Admiral Kanalküste. Er erhielt am 25. Mai 1943 das Deutsche Kreuz in Gold, kam bis 18. Juni 1943 zur Einweisung zum Lehrstab für Luftwaffenfragen, und bis 14. September 1944 war er Leiter des Luftwaffenlehrstabes. Fischel wurde anschließend zur Disposition gestellt und am 30. November 1944 in den Ruhestand verabschiedet.
Mitarbeiter der SMERSch nahmen ihn nach Kriegsende in Berlin gefangen, und er verstarb am 13. Mai 1950 in einem Lager nahe Moskau.

### Familie
Fischel hatte sich am 8. November 1913 in Kiel mit Maria von Schack (* 1889) verheiratet. Aus der Ehe gingen die Kinder Frauke (1914–1998), Unno (1915–1942) und Wiebke (1917–1997) hervor. Die RAF-Terroristin Angela Luther war seine Enkelin.